# Stan Borys

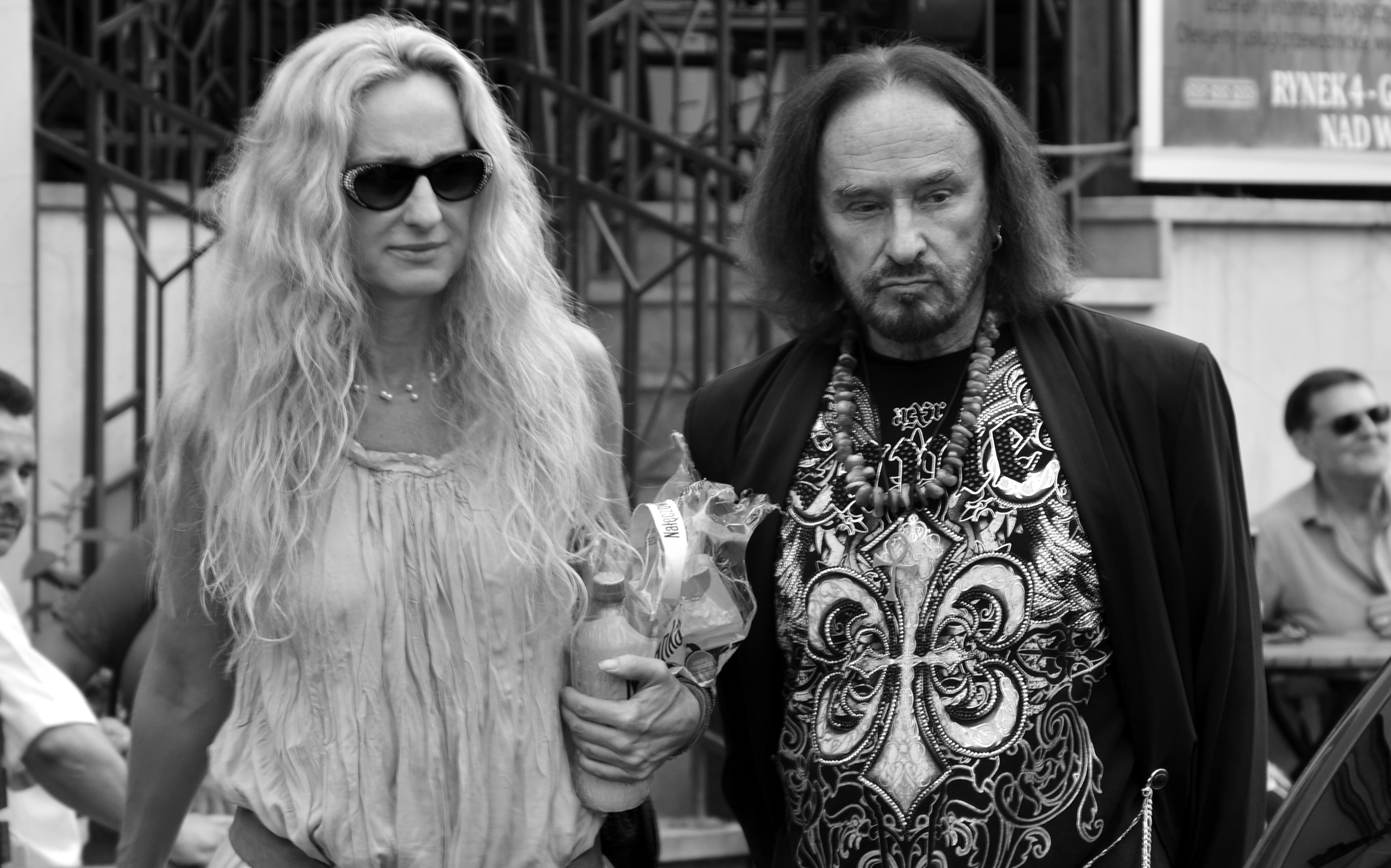
Stan Borys (2015)

Stan Borys (* 3. September 1941 als Stanisław Guzek in Rzeszów) ist ein polnischer Rock-Sänger und Texter.
Stan Borys begann seine Karriere als Mitglied der Gruppen Blackout (1965 bis 1967) und Bizony (1968 bis 1970), bevor er 1970 sein erstes Soloalbum Krzyczę przez sen veröffentlichte. 1972 übernahm er eine Hauptrolle in Janusz Zaorskis Film Uciec jak najbliżej und trug zur Filmmusik bei. 1973 wirkte er am polnischen Rockmusical Naga mit. Sein zweites Album Szukam przyjaciela (1974) enthielt zwei Lieder, mit denen er Preise auf internationalen Festivals gewann (Jaskółka uwięziona in Sopot, Wierzę drzewom in Athen).
1975 wanderte er in die USA aus und tritt weiterhin auf Festivals, in Musicals und in Solokonzerten auf. Seine Werke aus den 1960er und 1970er Jahren sind seither auf mehreren Best-of-Alben neu zusammengestellt und wiederveröffentlicht worden.

## Diskografie
- (mit Blackout) Studnia bez wody
- (mit Bizony) To ziemia (1968)
- Krzyczę przez sen (1970)
- Szukam przyjaciela (1974)
- Portret
- Piszę pamiętnik artysty (1983)
- The Best of Stan Borys (1991)
- Złote przeboje (Platynowa kolekcja) (1999)
- Idę drogą nieznaną (Złota kolekcja) (2002)
- Jaskółka uwięziona (Perły Polskie) (2003)
- Niczyj (2004)
- Ikona (2014)

## Preise und Auszeichnungen
- 1. Preis für „Beste Interpretation“ beim 13. Sopot Festival 1973 (mit Jaskółka uwięziona)
- Goldmedaille auf der 5. Sängerolympiade in Athen (für Wierzę drzewom)